# Frederik von der Maase
Frederik von der Maase (30. november 1724 – 20. maj 1774) var en dansk godsejer og officer, far til Frederik Anthon Adam von der Maase.
Han var søn af major Frederik Masius von der Maase (1696-1728) til til Tybjerggård og Førslevgård og Conradine Sophie Rostgaard (1704-1758). Han arvede Farumgård og stamhuset Kraagerup med Krogerup. Maase var oberst og kammerherre.
16. december 1761 ægtede han i Helsingør Sophia Henriette von Moltke (af slægten Moltke (adelsslægt)| (10. januar 1743 i Leimbach, Hessen-Nassau – 8. januar 1830 på Vallø), datter af Johan Georg Moltke.